# Miele (Gigi D'Alessio)
Miele è un singolo del cantautore italiano Gigi D'Alessio, pubblicato nel 2002 dal decimo album in studio Uno come te.

## Tracce
1. Miele – 4:00